# Lista de filmes portugueses de 2014
Lista de filmes portugueses de longa-metragem lançados comercialmente em Portugal em 2014, nas salas de cinemas.
Nota: Na coluna coprodução, passando o cursor sobre a bandeira aparecerá o nome do país correspondente.
| #  | Filme                                         | Realização | Género                      | Estreia         | Coprodução                                                                  | Class |
| -- | --------------------------------------------- | --- | --------------------------- | --------------- | --------------------------------------------------------------------------- | ----- |
| 1  | 1960                                          | Rodrigo Areias | Documentário                | 26 de junho     | Brasil · Estados Unidos · Finlândia · Japão · México · Reino Unido · Rússia | M/12  |
| 2  | Alentejo, Alentejo                            | Sérgio Tréfaut | Documentário                | 18 de setembro  | —                                                                           | M/12  |
| 3  | Cadências Obstinadas                          | Fanny Ardant | Romance                     | 27 de março     | França                                                                      | M/12  |
| 4  | Campo de Flamingos sem Flamingos              | André Príncipe | Documentário                | 20 de novembro  | —                                                                           | M/12  |
| 5  | Cativeiro                                     | André Gil Mata | Documentário                | 26 de junho     | —                                                                           | M/12  |
| 6  | Cavalo Dinheiro                               | Pedro Costa | Documentário                | 4 de dezembro   | —                                                                           | M/12  |
| 7  | Diamantes Negros                              | Miguel Alcantud | Drama                       | 12 de junho     | Espanha · Estónia · França                                                  | M/12  |
| 8  | Doce Amargo Amor                              | Imanol Uribe | Drama                       | 9 de outubro    | Espanha                                                                     | M/14  |
| 9  | E Agora? Lembra-me                            | Joaquim Pinto | Documentário                | 28 de agosto    | —                                                                           | M/12  |
| 10 | Eclipse em Portugal                           | Edgar Alberto Alexandre Valente | Drama                       | 20 de fevereiro | —                                                                           | M/16  |
| 11 | Estrada da Revolução                          | Dânia Lucas | Documentário                | 20 de fevereiro | Líbia · Síria · Tunísia · Egito                                             | M/12  |
| 12 | Fado Camané                                   | Bruno de Almeida | Documentário                | 23 de outubro   | —                                                                           | M/6   |
| 13 | Famel Top Secret                              | Jorge Monte Real | Comédia                     | 4 de dezembro   | —                                                                           | M/12  |
| 14 | Fátima no Mundo                               | Miguel Carvalho | Documentário                | 8 de maio       | —                                                                           | M/12  |
| 15 | Os Gatos não Têm Vertigens                    | António-Pedro Vasconcelos | Drama, comédia              | 25 de setembro  | —                                                                           | M/14  |
| 16 | Getúlio                                       | João Jardim | Drama, biografia, histórico | 23 de outubro   | Brasil                                                                      | M/12  |
| 17 | O Grande Kilapy                               | Zézé Gamboa | Drama, comédia              | 30 de outubro   | Angola · Brasil                                                             | M/12  |
| 18 | Guerra ou Paz                                 | Rui Simões | Documentário                | 21 de abril     | —                                                                           | M/12  |
| 19 | I Love Kuduro                                 | Mário Patrocínio | Documentário                | 18 de setembro  | Angola                                                                      | M/12  |
| 20 | J.A.C.E.                                      | Menelaos Karamaghiolis | Drama                       | 27 de março     | França · Grécia · Turquia · Macedónia do Norte · Países Baixos              | M/16  |
| 21 | Jogo Duplo: James Benning e Richard Linklater | Gabe Klinger | Documentário                | 4 de dezembro   | Estados Unidos · França                                                     | M/12  |
| 22 | Lacrau                                        | João Vladimiro | Documentário                | 25 de setembro  | —                                                                           | M/12  |
| 23 | A Mãe e o Mar                                 | Gonçalo Tocha | Documentário                | 29 de maio      | —                                                                           | M/12  |
| 24 | Os Maias                                      | João Botelho | Drama, romance              | 11 de setembro  | Brasil                                                                      | M/12  |
| 25 | Mau Mau Maria                                 | José Alberto Pinheiro | Comédia                     | 30 de outubro   | —                                                                           | M/12  |
| 26 | Nirvana                                       | Tiago P. Carvalho | Drama, ação                 | 8 de maio       | —                                                                           | M/14  |
| 27 | As Ondas de Abril                             | Lionel Baier | Comédia                     | 8 de maio       | França · Suíça                                                              | M/12  |
| 28 | A Parede                                      | Carlos Costa | Drama                       | 29 de maio      | —                                                                           | M/12  |
| 29 | Pecado Fatal                                  | Luís Diogo | Drama, romance              | 24 de abril     | —                                                                           | M/16  |
| 30 | Pontes de Sarajevo                            | Leonardo di Costanzo Jean-Luc Godard Kamen Kalev Isild Le Besco Sergey Loznitsa Vincenzo Marra Ursula Meier Vladimir Perisic Cristi Puiu Marc Recha Angela Schanelec Aida Begic Teresa Villaverde | Drama                       | 13 de novembro  | Alemanha · Bósnia e Herzegovina · Bulgária · França · Itália · Suíça        | M/12  |
| 31 | Rincón de Darwin                              | Diego Fernández | Drama, comédia              | 6 de março      | Uruguai                                                                     | M/12  |
| 32 | Ruas Rivais                                   | Márcio Loureiro | Comédia                     | 31 de julho     | —                                                                           | M/14  |
| 33 | Sei Lá                                        | Joaquim Leitão | Romance, comédia            | 3 de abril      | —                                                                           | M/12  |
| 34 | O Sonho Certo                                 | Kristjan Knigge | Drama, romance, comédia     | 18 de setembro  | —                                                                           | M/12  |
| 35 | Variações de Casanova                         | Michael Sturminger | Drama, fantasia, biografia  | 4 de dezembro   | Alemanha · Áustria · França                                                 | M/12  |
| 36 | Vida Activa                                   | Susana Nobre | Documentário                | 8 de maio       | —                                                                           | M/12  |
| 37 | A Vida Invisível                              | Vítor Gonçalves | Drama                       | 5 de junho      | Reino Unido                                                                 | M/14  |
| 38 | Virados do Avesso                             | Edgar Pêra | Comédia                     | 27 de novembro  | —                                                                           | M/14  |
| 39 | Yama No Anata - Para Além das Montanhas       | Aya Koretzky | Documentário                | 26 de junho     | —                                                                           | M/12  |